# Castroviejo
Castroviejo település Spanyolországban, La Rioja autonóm közösségben. Castroviejo Arenzana de Arriba, Bezares, Santa Coloma, Nestares, Torrecilla en Cameros, Pedroso, Ledesma de la Cogolla és Camprovín községekkel határos. Lakosainak száma 56 fő (2024).

## Népesség
A település népessége az elmúlt években az alábbi módon változott:
| Lakosok száma | 58   | 52   | 58   | 64   | 60   | 58   | 55   | 54   | 48   | 56   |
|               | 2001 | 2004 | 2007 | 2009 | 2012 | 2014 | 2017 | 2019 | 2022 | 2024 |